# Andréasz Sztamatiádisz
Andréasz Sztamatiádisz, görögül: Ανδρέας Σταματιάδης (Athén, 1935. augusztus 16. – Athén, 2025. január 23.) válogatott görög labdarúgó, csatár, edző.

## Pályafutása

### Klubcsapatban
1952 és 1969 között az AÉK labdarúgója volt. Összesen 316 bajnoki mérkőzésen szerepelt a csapatban és 78 gólt szerzett. Az AÉK-kal két görög bajnoki címet és hátom kupagyőzelmet ért el.

### A válogatottban
1954 és 1963 között nyolc alkalommal szerepelt a görög válogatottban.

### Edzőként
1969–70-ben az ASZ Ródosz, 1971–72-ben a Lamía, 1973–74-ben az Anajéniszi Kardícasz vezetőedzőjeként dolgozott. 1974 és 1979 között az AÉK segédedzője volt, ahol 1977-ben ideiglenesen, majd 1979-ben az első csapat kinevezett vezetőedzője volt. 1979–80-ban az Atrómitosz, 1980–81-ben az Egáleo, 1981–82-ben a Diagórasz, 1982–83-ban az Egáleo, 1983 és 1985 között az Atrómitosz, 1985–86-ban az Aharnaikósz szakmai munkáját irányította. 1986 és 1992 között a görög U21-es válogatott szövetségi kapitánya volt.

## Sikerei, díjai
AÉK
- Görög bajnokság
  - bajnok (2): 1962–63, 1967–68
- Görög kupa
  - győztes (3): 1956, 1964, 1966

## Statisztika

### Mérkőzései a görög válogatottban
| Görögország | Görögország        | Görögország                        | Görögország | Görögország | Görögország    | Görögország        | Görögország | Görögország |
| #           | Dátum              | Helyszín                           | Hazai       | Eredmény    | Vendég         | Kiírás             | Gólok       | Esemény     |
| ----------- | ------------------ | ---------------------------------- | ----------- | ----------- | -------------- | ------------------ | ----------- | ----------- |
| 1.          | 1954. március 8.   | Ramat Gan, Nemzeti Stadion         | Izrael      | 0 – 2       | Görögország    | vb-selejtező       | -           |             |
| 2.          | 1954. március 28.  | Athén, Leofóru Alexándrasz Stadion | Görögország | 0 – 1       | Jugoszlávia    | vb-selejtező       | -           |             |
| 3.          | 1957. november 3.  | Bukarest, Augusztus 23. Stadion    | Románia     | 3 – 0       | Görögország    | vb-selejtező       | -           |             |
| 4.          | 1957. november 10. | Belgrád, JNA-stadion               | Jugoszlávia | 4 – 1       | Görögország    | vb-selejtező       | -           |             |
| 5.          | 1960. április 3.   | Athén, Leofóru Alexándrasz Stadion | Görögország | 2 – 1       | Izrael         | olimpiai selejtező | -           |             |
| 6.          | 1960. április 24.  | Athén, Leofóru Alexándrasz Stadion | Görögország | 0 – 5       | Jugoszlávia    | olimpiai selejtező | -           |             |
| 7.          | 1961. május 3.     | Athén, Leofóru Alexándrasz Stadion | Görögország | 2 – 1       | Észak-Írország | vb-selejtező       | -           |             |
| 8.          | 1963. november 27. | Nicosia, GSP Stadion               | Ciprus      | 3 – 1       | Görögország    | barátságos         | -           |             |
|             | Összesen           |                                    |             | 8           | mérkőzés       |                    | 0           | gól         |